# James Brooke
Sir James Brooke (Bandel, 29 aprile 1803 – Burrator, 11 giugno 1868) è stato un avventuriero e politico britannico, rajah di Sarawak, nonché Governatore di Labuan e del Borneo britannico dal 1842 fino alla sua morte.

## Biografia
Figlio di un giudice britannico, nacque a Bandel, nel distretto di Hooghly, in India. Nonostante avesse antenati nobili (suo nonno materno era nono Lord Blantyre di Scozia), era privo di mezzi economici e dovette lavorare per la madrepatria; sviluppò fin da giovane uno spirito di intraprendenza e di avventura, agendo spesso senza curarsi dei rischi. Dopo essersi dimesso dalla Compagnia delle Indie, si stabilì nel Borneo, dove iniziò a praticare il commercio non più come emissario governativo ma in via privata, accumulando grandi ricchezze. Investì inoltre gran parte dei propri averi (un'eredità inaspettata di 30 000 sterline) in una nave bastimento da 142 tonnellate, la "Royalist". Condusse diverse esplorazioni con i propri seguaci, sulle orme degli antichi avventurieri.
Giunto a Kuching nell'agosto del 1838, offrì il suo aiuto al sultano del Brunei Omar Ali Saifuddin II, rappresentato in Malesia dal cugino e Rajah Pangeran Indera Mahkota, feroce governatore che schiavizzava i popoli di Sarawak, per sedare una rivolta dei Dayachi e di Datu Patinggi Ali che metteva a rischio la sua posizione. Tuttavia, la prima offerta di quest'ultimo (in denaro) era inconsistente, così salpò per Singapore nel 1839. Due anni dopo la situazione degenerò: i rivoltosi avevano ormai preso possesso di molti territori e in più il viceré Mahkota rifiutava di collaborare con l'inviato del sultano, il Primo Ministro Pangeran Muda Hashim. Così il sultano si fece risentire, e questa volta con una promessa ben più allettante: Sir James corse subito in suo aiuto con la "Royalist" e forze di terra dell'Esercito Britannico Cinese, restaurando Saifuddin II sul suo trono e riconquistando il Brunei. A favorire la collaborazione di Brooke con Rajah Muda Hashim vi era il fatto che, lungo la strada verso Sarawak nel 1838, Brooke avesse incontrato alcuni a cui Hashim aveva salvato la vita.
Il grande successo riportato nel processo di pacificazione valse comunque a Brooke il titolo prima di viceré e poi di Rajah di Sarawak, il 20 settembre 1841. In cambio del servizio offerto e di un pagamento di 1 000 sterline, il sultano concesse al nuovo regno la totale indipendenza e autonomia nel 1842, salvo mantenere alcuni accordi commerciali. Questo permise a Lord Brooke di mantenere il trono nelle mani dei propri discendenti, noti come Rajah Bianchi. Brooke rimase sempre in amicizia con Rajah Muda Hashim, il suo appoggio in Brunei, e il patrigno Pangeran Badaruddin a cui regalò un anello con le sue iniziali; inoltre riuscì a reclutare nelle proprie milizie l'ex leader ribelle Datu Patinggi Ali, che morì da primo eroe nazionale di Sarawak. Nel 1845 Brooke guidò una spedizione in Brunei per restaurare il ruolo dell'alleato Muda Hashim e stabilire una posizione dominante sul sultano Saifuddin II.
Da allora Brooke iniziò a rafforzare il suo potere, riformando l'amministrazione, emanando leggi e combattendo la pirateria, che costituiva allora una minaccia continua. La lotta fu molto efficace e gli valse l'appoggio dei nobili malesi, ma anche l'invidia di molti (in particolare i nobili spodestati). Al momento del suo temporaneo ritorno nel Regno Unito (1847) gli furono concesse numerose onorificenze e fu nominato dalla regina stessa governatore e comandante in capo dell'isola di Labuan (ceduta dal Sultano del Brunei all'impero britannico nel 1846, grazie anche all'intercessione e a un intervento militare dello stesso Brooke seguito a una rivolta che aveva sterminato la famiglia di Rajah Muda Hashim), nonché console generale nel Borneo, con poteri quasi assoluti nell'ambito della lotta alla pirateria. Mantenne entrambi gli incarichi a vita governando congiuntamente buona parte della Malesia, tuttavia non poté trasmettere i due titoli britannici ai discendenti. Nel 1847 ottenne formalmente le chiavi della città di Londra. Nel 1848 ottenne l'onorificenza di Cavaliere dell'Ordine del Bagno e il titolo onorifico di "Lord", con una rendita di 500 sterline annue.
Negli anni a seguire Sarawak fu ampliato anche con le valli del Lupon e Skrang e le regioni di Muka, Sibu e Bintulu (aprile 1861), ottenute pagando tributi al sultano del Brunei. Brooke continuò a mantenere con quest'ultimo un buon rapporto, soprattutto a livello commerciale. Il suo successo creò non poche controversie in patria, che lo portarono a essere accusato di malversazione dalla commissione reale di Singapore (1851); nonostante le imputazioni si fossero rivelate alla fine inconsistenti se non speciose, polemiche e recriminazioni continuarono a perseguitarlo per tutta la vita. Russel Wallace scrisse a tale proposito che Lord Brooke era "riluttante a mostrare i propri documenti riguardo alle azioni intraprese contro i pirati". Inoltre egli si ritrovò ad affrontare alcune rivolte di "signori della guerra" malesi, come Rentrap e Masahor, nel 1852, e un fallito colpo di Stato di alcuni aristocratici spodestati (guidati da Shon Liu Bang) nel 1857. Fu sempre Sir James a indirizzare l'esploratore Russel Wallace a visitare ed esplorare l'arcipelago malese, e molto più tardi (1865) al suo seguito si aggiunse anche il naturalista Giacomo Doria. Nel 1857 emanò nuove leggi antipirateria e nel 1862 fondò i Ranger di Sarawak.
Governò Sarawak fino alla morte, avvenuta nel 1868 in seguito a tre infarti. A succedergli fu il nipote e Capitano del regno, Charles Brooke di Sarawak (si sa che Sir James ebbe perlomeno un figlio morto nel 1874, George Reuben, ma illegittimo, e secondo alcune fonti anche una figlia). Dopo di lui si susseguirono altri sette Rajah bianchi, tutti della famiglia Brooke, l'ultimo dei quali fu Anthony Brooke e abdicò forzatamente nel 1946, in seguito alla conquista giapponese e alla successiva cessione alla Gran Bretagna; bandito a vita dal Borneo, continuò a firmarsi "Rajah in esilio". Essi espansero largamente Sarawak alle spese dello stesso sultanato del Brunei, il cui territorio venne fortemente ridotto negli anni a seguire (spesso con l'acquisizione di territori in cambio di tributi) fino a relegarlo a un ruolo subalterno. Il maggior declino del sultanato coincise con la massima espansione di Sarawak, nel 1905, quando era al potere Hashim Jalilul Aquamaddin.

## Critica
In una visione più generale, Sir James si dimostrò molto abile sia come avventuriero sia come politico e comandante, espandendo l'Impero britannico solo per aumentare la propria fama e ricchezza, oltre a "impossessarsene" in parte. Tutto ciò propagandato nel nome di una (efficace a dire il vero) lotta contro la pirateria e la schiavitù, che andò di fatto a privilegiare le popolazioni indigene. Questo lo portò a ottenere addirittura un regno indipendente e altri governatorati, su consenso del sultano e della regina, e nel corso degli anni anche un'autonomia commerciale e militare. Dal punto di vista governativo, Sir James sostenne formalmente una monarchia di tipo costituzionale, quando nella realtà dei fatti aveva instaurato un assolutismo sul modello del sultano anziché quello britannico.
Durante la sua amministrazione, Brooke seppe portare al Borneo un'età di prosperità commerciale e di ricchezza, malgrado le aspettative, inoltre eliminò molti dei pirati e represse rivolte di indigeni. Egli fu inoltre uno di quei rari politici apprezzati da entrambi gli schieramenti, ottenendo il plauso sia dei nobili britannici sia del sultano. Non mancarono tuttavia accuse e ribellioni interne da parte dei nobili malesi, sempre fallite. Le questioni non saranno pacificate nemmeno dai suoi successori, che espanderanno la sovranità dei Rajah bianchi a scapito del sultanato del Brunei, suscitando l'invidia dei "signori della guerra" malesi.
Malgrado gli impegni politici, si dice che Lord Brooke abbia mantenuto per tutta la vita lo spirito avventuriero, partecipando a numerose imprese e spedizioni. Fu questo uno dei motivi che convinsero Russel Wallace a raggiungerlo. Alcuni storici contemporanei inoltre considerano il suo dominio innovativo rispetto ai precedenti, poiché cercò sempre di evitare l'uso della violenza contro le popolazioni locali, a differenza di quanto facevano i britannici, e instaurò un rapporto di cooperazione con gli indigeni. La tesi è sostenuta anche da uno dei suoi ultimi discendenti ancora in vita, Lionel Brooke.

## Ascendenza
|                                  |                                  |                                   | Genitori        |  |  | Nonni |  |  | Bisnonni      |  |  | Trisnonni      |  |
|                                  |                                  |                                   |                 |  |  |       |  |  | Robert Brooke |  |  | Richard Brooke |  |
|                                  |                                  |                                   |                 |  |  |       |  |  | Robert Brooke |  |  | Richard Brooke |  |
|                                  |                                  | Anna ?                            |                 |  |  |       |  |  | Robert Brooke |  |  |                |  |
| Robert Brooke                    |                                  |                                   |                 |  |  |       |  |  | Robert Brooke |  |  |                |  |
|                                  |                                  | Elizabeth Collett                 |                 |  |  |       |  |  |               |  |  |                |  |
|                                  |                                  |                                   |                 |  |  |       |  |  |               |  |  |                |  |
|                                  |                                  |                                   |                 |  |  |       |  |  |               |  |  |                |  |
| Thomas Brooke                    |                                  |                                   |                 |  |  |       |  |  |               |  |  |                |  |
|                                  |                                  | Thomas Pattle                     | Thomas Pattle   |  |  |       |  |  |               |  |  |                |  |
|                                  |                                  | Thomas Pattle                     | Thomas Pattle   |  |  |       |  |  |               |  |  |                |  |
|                                  |                                  | Thomas Pattle                     | Ruth Casson     |  |  |       |  |  |               |  |  |                |  |
| Ruth Pattle                      |                                  | Thomas Pattle                     |                 |  |  |       |  |  |               |  |  |                |  |
|                                  |                                  | Elizabeth Brooke                  | Robert Brooke   |  |  |       |  |  |               |  |  |                |  |
|                                  |                                  | Elizabeth Brooke                  | Robert Brooke   |  |  |       |  |  |               |  |  |                |  |
|                                  |                                  | Elizabeth Brooke                  |                 |  |  |       |  |  |               |  |  |                |  |
| James Brooke                     |                                  | Elizabeth Brooke                  |                 |  |  |       |  |  |               |  |  |                |  |
|                                  | Robert Stuart, VII lord Blantyre | Alexander Stuart, V lord Blantyre |                 |  |  |       |  |  |               |  |  |                |  |
|                                  | Robert Stuart, VII lord Blantyre | Alexander Stuart, V lord Blantyre |                 |  |  |       |  |  |               |  |  |                |  |
|                                  | Robert Stuart, VII lord Blantyre | Anne Hamilton                     |                 |  |  |       |  |  |               |  |  |                |  |
| William Stuart, IX lord Blantyre | Robert Stuart, VII lord Blantyre |                                   |                 |  |  |       |  |  |               |  |  |                |  |
|                                  |                                  | Margaret Hye                      | William Hay     |  |  |       |  |  |               |  |  |                |  |
|                                  |                                  | Margaret Hye                      | William Hay     |  |  |       |  |  |               |  |  |                |  |
|                                  |                                  | Margaret Hye                      | Elizabeth Seton |  |  |       |  |  |               |  |  |                |  |
| Anna Maria Stuart                |                                  | Margaret Hye                      |                 |  |  |       |  |  |               |  |  |                |  |
|                                  |                                  |                                   |                 |  |  |       |  |  |               |  |  |                |  |
|                                  |                                  |                                   |                 |  |  |       |  |  |               |  |  |                |  |
|                                  |                                  |                                   |                 |  |  |       |  |  |               |  |  |                |  |
| Harriot Teasdale                 |                                  |                                   |                 |  |  |       |  |  |               |  |  |                |  |
|                                  |                                  |                                   |                 |  |  |       |  |  |               |  |  |                |  |
|                                  |                                  |                                   |                 |  |  |       |  |  |               |  |  |                |  |
|                                  |                                  |                                   |                 |  |  |       |  |  |               |  |  |                |  |
|                                  |                                  |                                   |                 |  |  |       |  |  |               |  |  |                |  |

## Influenza culturale
- James Brooke, in questo caso chiamato anche "rajah bianco", è stato reso celebre dal romanzo I pirati della Malesia del ciclo malese di Emilio Salgari, dove viene rappresentato come l'antagonista di Sandokan. Il suo soprannome di "sterminatore dei pirati" è emblema della sua efficace politica antipirateria, e spiega l'opposizione di Sandokan. D'altra parte, anche la figura televisiva di Sandokan come discendente di una nobile famiglia decaduta spiega l'ostilità tra i due: Sir James si ritrovò a fronteggiare più volte le famiglie nobili spodestate, rancorose e invidiose del suo strapotere.[18]
- James Brooke viene citato in una delle storie di Tex Willer, in cui Tex si trova a dover affrontare un ipotetico nipote di James Brooke, il quale ha l'obiettivo di emulare lo zio, prendendo possesso dell'isola di Puerto Providencia in Messico.
- Si può ritenere che Joseph Conrad si sia almeno parzialmente ispirato a James Brooke per il personaggio di Lord Jim nell'omonimo romanzo.
- Nel 2021 esce il film biografico su Brooke Ai confini del mondo - La vera storia di James Brooke (Edge of the World).